# San José Oponguio
San José Oponguio är en ort i Mexiko.   Den ligger i kommunen Erongarícuaro och delstaten Michoacán de Ocampo, i den södra delen av landet, 260 km väster om huvudstaden Mexico City. San José Oponguio ligger 2 058 meter över havet och antalet invånare är 317. Den ligger vid sjön Lago de Pátzcuaro.
Terrängen runt San José Oponguio är huvudsakligen kuperad, men söderut är den platt. Runt San José Oponguio är det ganska tätbefolkat, med 134 invånare per kvadratkilometer. Närmaste större samhälle är Pátzcuaro, 15,0 km söder om San José Oponguio. I omgivningarna runt San José Oponguio växer huvudsakligen savannskog.